# بانک آساهی شینکین
بانک آساهی شینکین (انگلیسی: Asahi Shinkin Bank) شرکت خدمات مالی و بانکداری ژاپنی است، که در سال ۱۹۲۳ تأسیس شد.